# 科查班巴區 (瓦拉斯省)
科查班巴區（西班牙語：Distrito de Cochabamba），是秘魯的一個區，位於該國北部安卡什大區的瓦拉斯省，始建於1943年9月30日，面積135.65平方公里，海拔高度2,105米，2005年人口2,051，人口密度為每平方公里15人。